# Montpellier Hérault Rugby 2020-2021

## Trasferimenti
| Acquisti           | Acquisti           | Acquisti       | Acquisti                                      |
| R.                 | Nome               | da             | Modalità                                      |
| ------------------ | ------------------ | -------------- | --------------------------------------------- |
| Pilone             | Yannick Arroyo     | Béziers        | fine prestito                                 |
| Pilone             | Enzo Forletta      | Perpignano     | definitivo                                    |
| Pilone             | Titi Lamositele    | Saracens       | definitivo                                    |
| Seconda linea      | Mickaël Capelli    | Grenoble       | definitivo                                    |
| Seconda linea      | Florian Verhaeghe  | Tolosa         | definitivo                                    |
| Terza linea        | Alexandre Bécognée | Mont-de-Marsan | definitivo                                    |
| Mediano di mischia | Cobus Reinach      | Northampton    | definitivo                                    |
| Tre quarti centro  | Alex Lozowski      | Saracens       | prestito annuale                              |
| Tre quarti ala     | Gabriel Ibitoye    | Agen           | sostituto per infortunato a stagione in corso |
| Tre quarti ala     | Vincent Rattez     | La Rochelle    | definitivo                                    |
| Estremo            | Julien Tisseron    | Bayonne        | definitivo                                    |

| Cessioni           | Cessioni              | Cessioni  | Cessioni         |
| R.                 | Nome                  | a         | Modalità         |
| ------------------ | --------------------- | --------- | ---------------- |
| Pilone             | Luka Azariashvili     | Biarritz  | prestito annuale |
| Pilone             | Jannie du Plessis     | Lions     | definitivo       |
| Pilone             | Ushangi Tcheishvili   | Biarritz  | prestito annuale |
| Pilone             | Daniel Brennan        | Brive     | definitivo       |
| Tallonatore        | Valentin Seillé       | Digione   | definitivo       |
| Seconda linea      | Konstantin Mikautadze | -         | fine contratto   |
| Terza linea ala    | Julien Bardy          | -         | ritiro           |
| Terza linea ala    | Lucas de Coninck      | Provenza  | definitivo       |
| Terza linea ala    | Kevin Kornath         | Castres   | definitivo       |
| Mediano di mischia | Kahn Fotuali'i        | -         | ritiro           |
| Mediano di mischia | Enzo Sanga            | Romans    | definitivo       |
| Tre quarti centro  | François Steyn        | Cheetahs  | definitivo       |
| Tre quarti ala     | Nemani Nadolo         | Leicester | definitivo       |
| Tre quarti ala     | Timoci Nagusa         | Grenoble  | definitivo       |
| Estremo            | Benjamin Fall         | -         | fine contratto   |

## Top 14 2020-21

### Stagione regolare
| Incontro                     | Risultato |
| ---------------------------- | --------- |
| Montpellier — Pau            | 23-26     |
| Racing 92 — Montpellier      | 41-17     |
| Tolone — Montpellier         | 25-21     |
| Montpellier — Agen           | 42-13     |
| Montpellier — Brive          | 30-6      |
| Bayonne — Montpellier        | 29-20     |
| Montpellier — Bordeaux       | 22-23     |
| Clermont — Montpellier       | 15-21     |
| La Rochelle — Montpellier    | 22-9      |
| Montpellier — Tolosa         | 9-16      |
| Lione — Montpellier          | 24-20     |
| Brive — Montpellier          | 23-22     |
| Montpellier — Castres        | 19-21     |
| Montpellier — Lione          | 16-21     |
| Montpellier — Racing 92      | 22-24     |
| Montpellier — Stade français | 31-6      |
| Castres — Montpellier        | 48-17     |
| Agen — Montpellier           | 19-39     |
| Montpellier — Clermont       | 22-16     |
| Tolosa — Montpellier         | 16-29     |
| Montpellier — La Rochelle    | 32-22     |
| Montpellier — Tolone         | 29-10     |
| Stade français — Montpellier | 32-10     |
| Bordeaux — Montpellier       | 57-9      |
| Montpellier — Bayonne        | 23-19     |
| Pau — Montpellier            | 41-25     |

#### Risultati della stagione regolare
| Posizione | G  | V  | N | P  | PF  | PS  | DP  | B  | Pt |
| --------- | -- | -- | - | -- | --- | --- | --- | -- | -- |
| 10ª       | 26 | 10 | 0 | 16 | 579 | 615 | -36 | 14 | 54 |

## European Rugby Champions Cup 2020-21

### Prima fase
| Incontro               | Andata | Ritorno |
| ---------------------- | ------ | ------- |
| Montpellier — Leinster | 14-35  |         |
| Wasps — Montpellier    | 33-14  |         |

#### Risultati della prima fase
| Posizione | G | V | N | P | PF | PS | DP  | B | Pt |
| --------- | - | - | - | - | -- | -- | --- | - | -- |
| 11ª       | 2 | 0 | 0 | 2 | 28 | 68 | -40 | 0 | 0  |

## European Rugby Challenge Cup 2020-21

### Fase a eliminazione diretta
| Turno  | Incontro                       | Risultato |
| ------ | ------------------------------ | --------- |
| OF     | Montpellier — Glasgow Warriors | 26-21     |
| QF     | Montpellier — Benetton         | 31-25     |
| SF     | Bath — Montpellier             | 10-19     |
| Finale | Leicester — Montpellier        | 17-18     |

## Verdetti
- Montpellier Hérault Rugby vincitore della European Rugby Challenge Cup 2020-2021